# Хмелево (Кольненський повіт)
Хмелево (пол. Chmielewo) — село в Польщі, у гміні Стависьки Кольненського повіту Підляського воєводства.
Населення — 71 особа (2011).
У 1975-1998 роках село належало до Ломжинського воєводства.

## Демографія
Демографічна структура станом на 31 березня 2011 року:
|          | Загалом | Допрацездатний вік | Працездатний вік | Постпрацездатний вік |
| -------- | ------- | ------------------ | ---------------- | -------------------- |
| Чоловіки | 38      | 9                  | 21               | 8                    |
| Жінки    | 33      | 3                  | 17               | 13                   |
| Разом    | 71      | 12                 | 38               | 21                   |